# Ensemble totalement ordonné
Cet article court présente un sujet plus développé dans : Ordre total.
En mathématiques, un ensemble totalement ordonné est un ensemble ordonné dans lequel deux éléments quelconques sont toujours comparables.

## Définition
Soit {\displaystyle E} un ensemble muni d'une relation d'ordre {\displaystyle \preceq }.
Toute relation d'ordre {\displaystyle \preceq \,} vérifie les propriétés suivantes :
- (réflexivité) {\displaystyle \forall x,\ x\preceq x} ;
- (transitivité) {\displaystyle \forall x,y,z,\ {\bigl (}x\preceq y\mathrm {\ et\ } y\preceq z{\bigr )}\Rightarrow x\preceq z} ;
- (antisymétrie) {\displaystyle \forall x,y,\ {\bigl (}x\preceq y\mathrm {\ et\ } y\preceq x{\bigr )}\Rightarrow x=y}.

{\displaystyle (E,\preceq )} est un ensemble totalement ordonné si, en outre, tous les éléments de {\displaystyle (E,\preceq )} sont comparables pour {\displaystyle \preceq } :
- {\displaystyle \forall x,y,\ {\bigl (}x\preceq y\mathrm {\ ou\ } y\preceq x{\bigr )}}.

## Exemples
1. L'ensemble {\displaystyle E={\bigl \{}\ \emptyset ,\ \{1\},\ \{2\},\ \{1,2\}{\bigr \}}} des parties de {\displaystyle \{1,2\}} est ordonné par la relation d'inclusion. Cependant, {\displaystyle E} n'est pas totalement ordonné : {\displaystyle \{1\}} et {\displaystyle \{2\}} ne sont pas comparables au sens de l'inclusion.
2. L'ensemble {\displaystyle \mathbb {R} \,} des nombres réels muni de la relation d'ordre usuelle {\displaystyle \leq } est totalement ordonné.